# Eclipse lunar de 7 de agosto de 2017
| Eclipse Lunar Parcial 7 de agosto de 2017 | Eclipse Lunar Parcial 7 de agosto de 2017 |
| --- | ----------------------------------------- |
| Máximo do eclipse parcial visto de Kuwait - 18:14 UTC |                                           |
| A Lua cruzando ao norte do cone de sombra da Terra, de oeste para leste (da direita para a esquerda), com o disco lunar ligeiramente obscurecido pela sombra terrestre. |                                           |
| Gamma | +0,8668                                   |
| Saros (e membro) | 119 (62 de 83)                            |
| Sequência de eclipses lunares |                                           |
| Anterior | 11 de fevereiro de 2017                   |
| Próximo | 31 de janeiro de 2018                     |
| Duração (hr:mn:sc) |                                           |
| Parcial | 1:55:15                                   |
| Penumbral | 5:00:54                                   |
| Fases e Horários do Eclipse (UTC) |                                           |
| P1 | 15:50:02                                  |
| U1 | 17:22:55                                  |
| Máximo | 18:20:28                                  |
| U4 | 19:18:10                                  |
| P4 | 20:50:56                                  |

O eclipse lunar de 7 de agosto de 2017 foi um eclipse parcial, o segundo de dois eclipses lunares do ano, e único como eclipse parcial. Teve magnitude umbral de 0,2464 e penumbral de 1,2886. Teve duração de 115 minutos.
A Lua cruzou a extremidade norte da sombra da Terra, em nodo descendente, dentro da constelação de Capricórnio. Uma parte do disco lunar (hemisfério sul) ficou imersa e obscurecida pela umbra, enquanto o resto da superfície ainda recebia parte da luz solar, na região da penumbra.
A Lua dentro da sombra terrestre era um vermelho bem sutil, porém difícil de perceber, em contraste com a Lua muito mais brilhante na região penumbral externa.
Um fato importante e curioso é que o eclipse solar de 21 de agosto de 2017 ocorre 14 dias depois, na mesma temporada de eclipses. Será o primeiro eclipse solar total visível em grande parte dos Estados Unidos desde o eclipse solar de 26 de fevereiro de 1979, quando foi visível ao norte do país. Se considerarmos que o eclipse de 21 de agosto atravessa continentalmente o país, de oeste a leste, será o maior eclipse solar desde 8 de junho de 1918.

## Série Saros
Eclipse pertencente ao ciclo lunar Saros de série 119, sendo este de número 62, totalizando 83 eclipses na série. O último eclipse da série foi o eclipse parcial de 28 de julho de 1999, e o próximo será com o eclipse parcial de 19 de agosto de 2035.

## Visibilidade
Foi visível sobre o Oceano Índico, Antártida, Ásia, Austrália, e por quase toda a África e Europa.
| Região do planeta onde o eclipse foi visível durante o máximo da totalidade - 18:20 UTC. Oceano Índico obteve a melhor observação do meio do eclipse, de onde foi visível à meia-noite. |
| Mapa de visibilidade do eclipse |

## Galeria

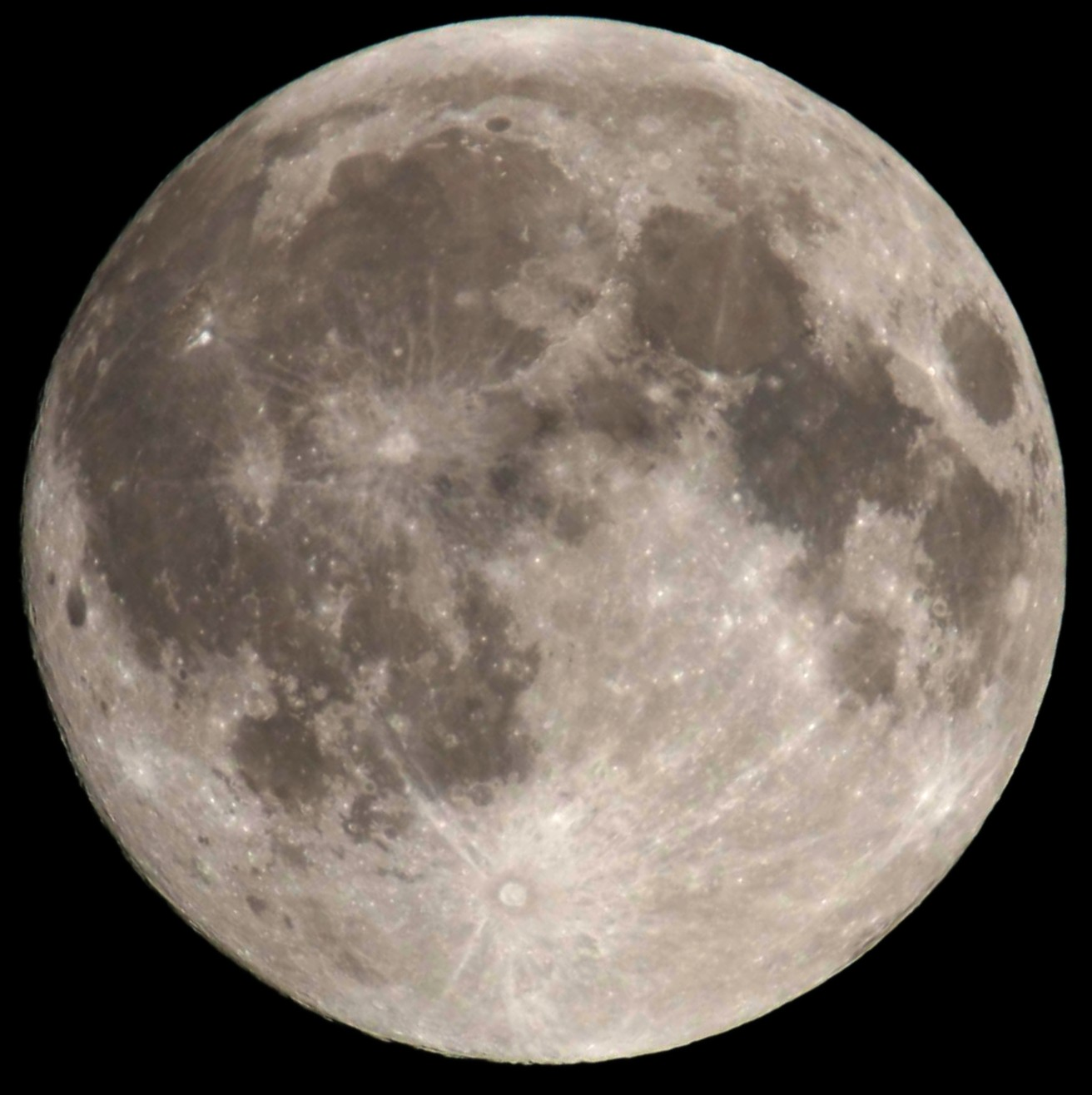
Lua cheia pouco antes do início do eclipse em Minneapolis, 8:19 UTC
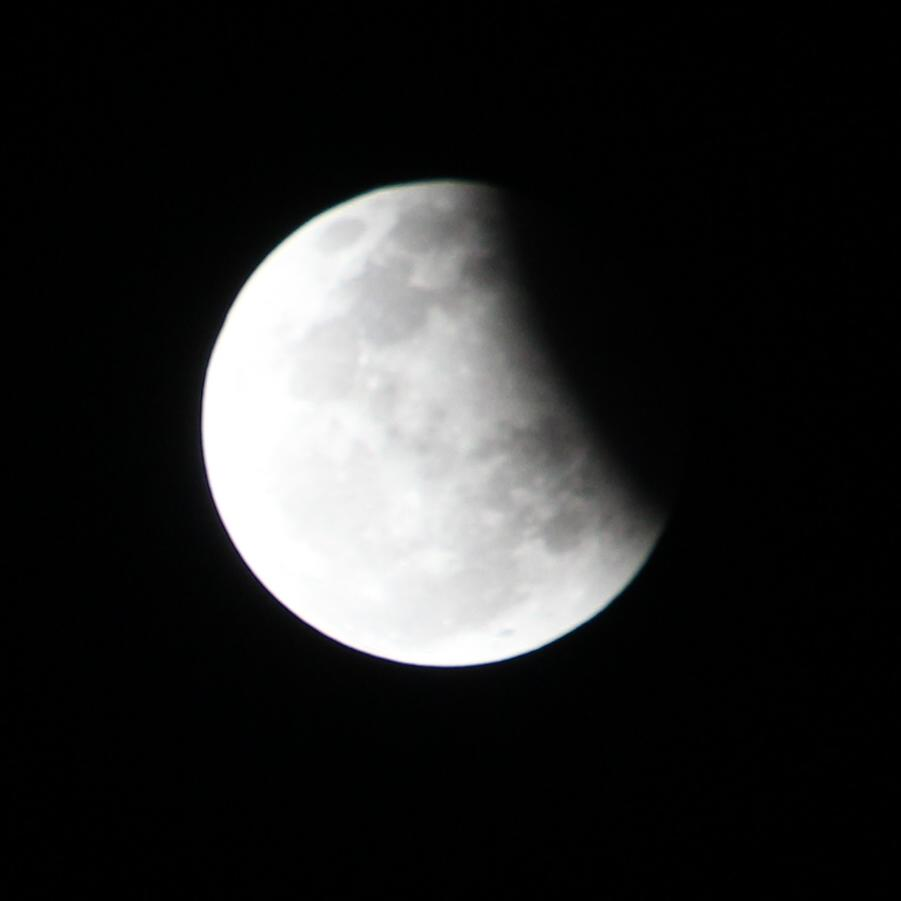
Gaborone, Botswana, 18:02 UTC
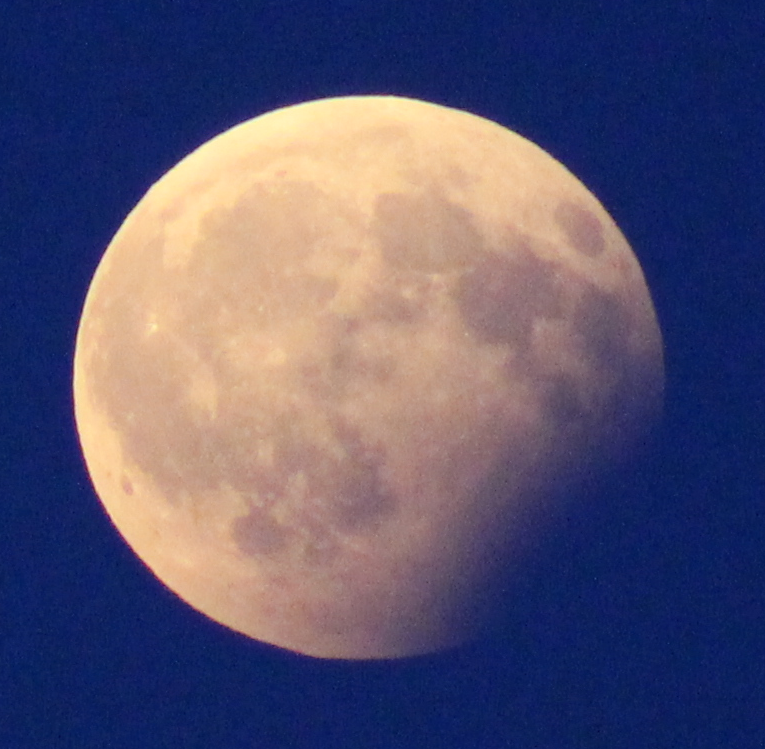
Alemanha, 18:14 UTC
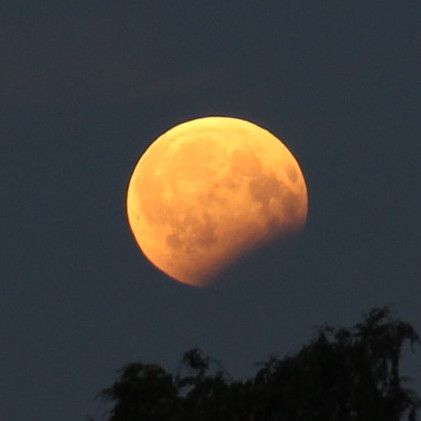
Helsinque, Finlândia, 18:57 UTC
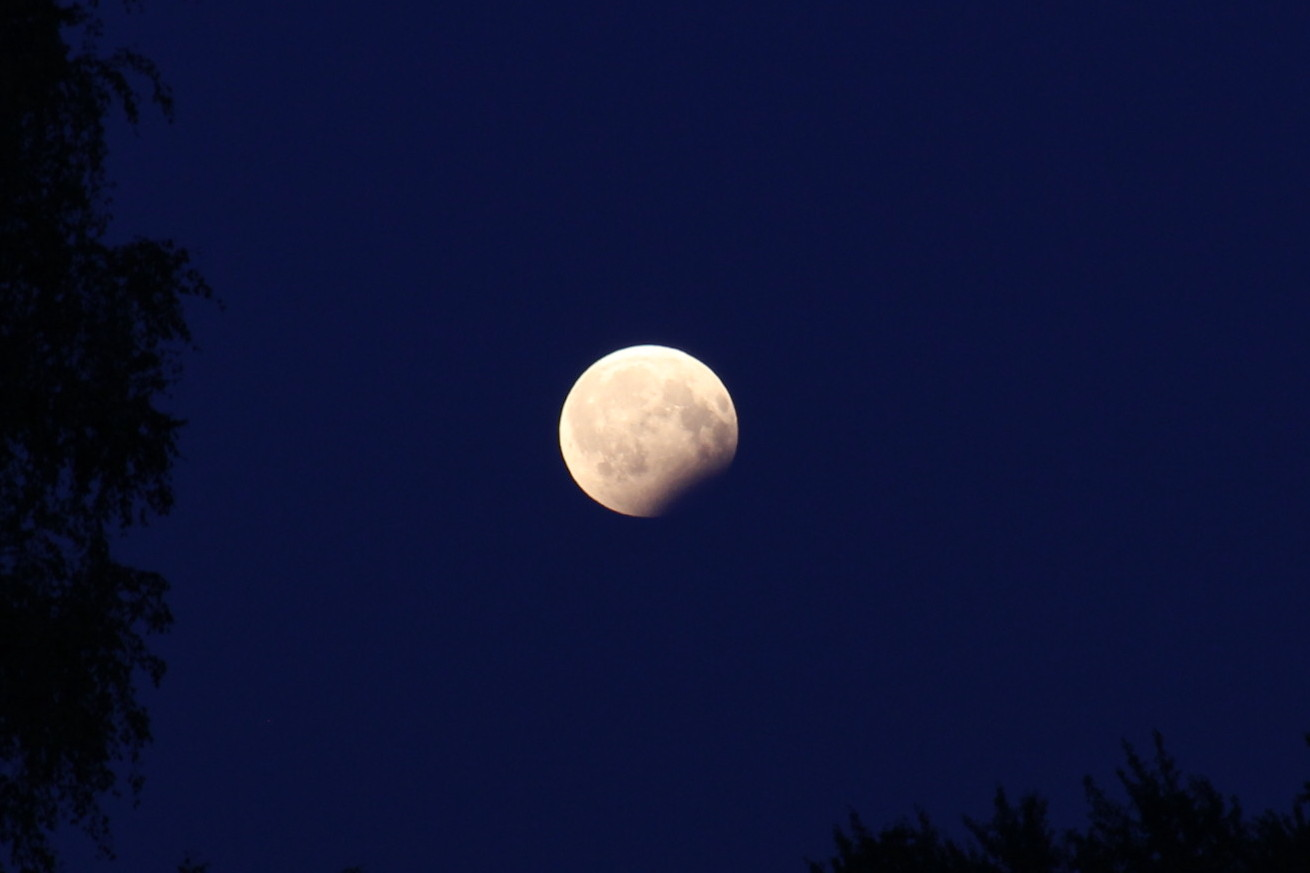
Helsinque, Finlândia, 19:07 UTC
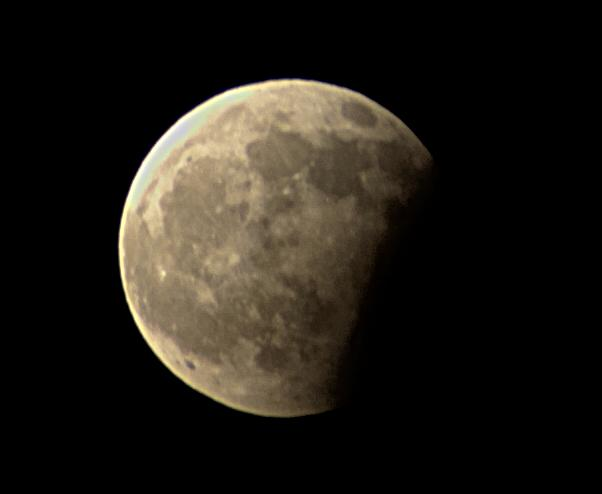
Sayada, Tunísia, 19:01 UTC